# Töpferei

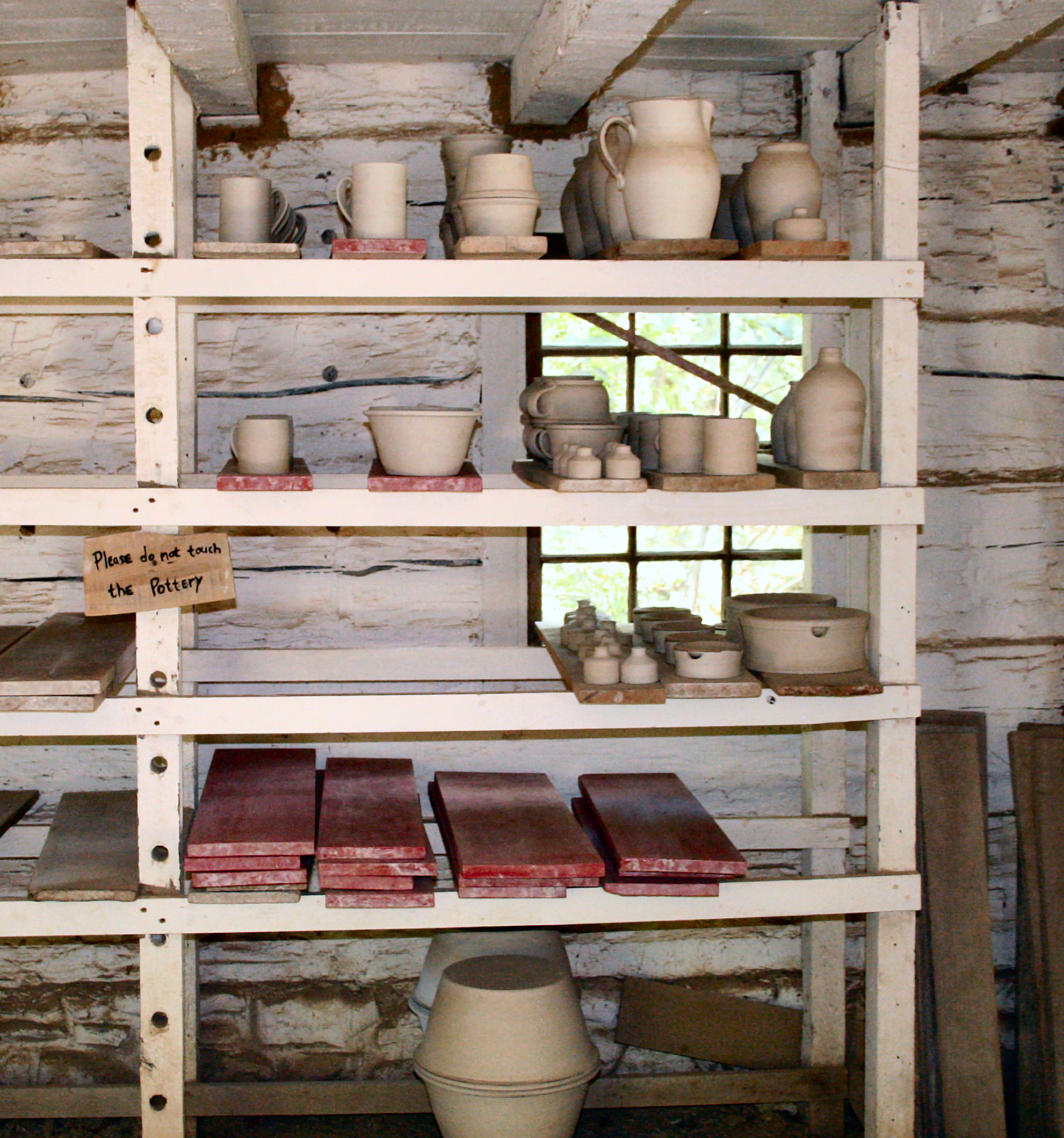
Irdengut-Grünkörper im Trockenregal im Conner-Prairie-Museum

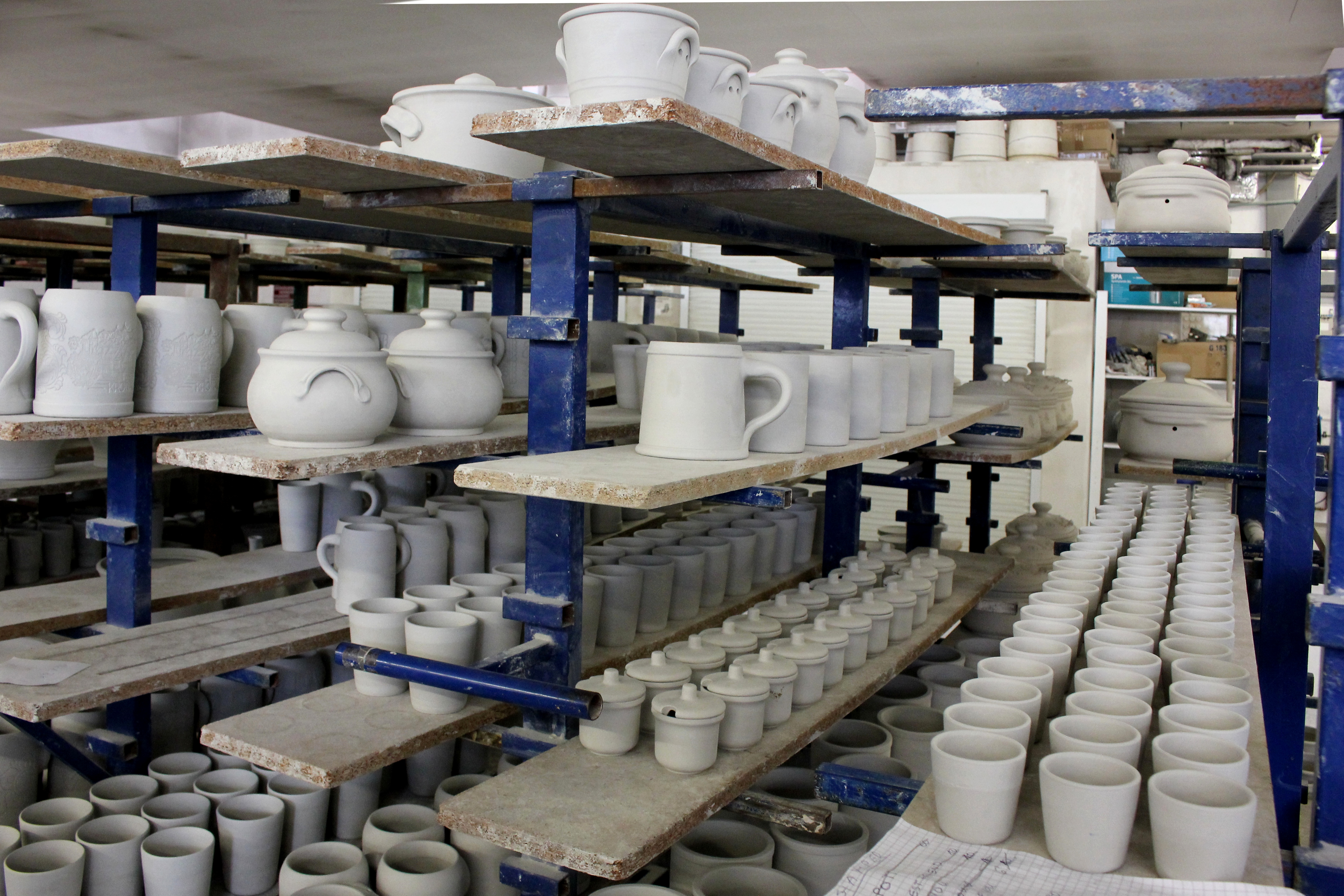
Steinzeug vor dem Brand

Als Töpferei wird heute eine Technik zur Herstellung von Keramik genannt, bei der Gegenstände aus Ton oder Lehm geformt, getrocknet, dekoriert und gebrannt werden, wodurch die Endprodukte hart und teilweise wasserundurchlässig werden. Der Wortstamm Topf belegt, dass diese Technik zur Herstellung von Rotationskörpern im Gegensatz zu heute ursprünglich ausschließlich für die Herstellung von topfförmiger Gefäßkeramik verwendet wurde.

## Wortbedeutung
Eine Person, die Töpferei-Erzeugnisse herstellt, wird als Töpfer (mittelniederdeutsch potter) und der Ort, an dem der Töpfer arbeitet, als Töpferei bezeichnet. Früher wurden in Norddeutschland auch Ofensetzer als Töpfer bezeichnet, da sie die topf- oder becherförmigen Ofenkacheln damals noch selbst herstellten. Eine ebenfalls frühere und heute noch in Bayern gebräuchliche Berufsbezeichnung ist Hafner (von „Hafen“, Behälter), worunter auch der Beruf des Ofenbauers verstanden wurde. Zur Abgrenzung wurde später der Begriff „Scheibentöpfer“ gebräuchlich.
Die korrekte Berufsbezeichnung der Handwerkskammern bzw. im Innungswesen lautet seit 2009 nicht mehr Töpfer (Ausbildungsberuf von 1938 bis 1984) bzw. Keramiker mit Spezialisierung „Töpfer“ oder Scheibentöpfer, sondern ausschließlich Keramiker, da neben der handwerklichen Scheibentöpferei auch industrielle Fertigungsweisen wie die Gieß- oder Presstechnik gelehrt werden. Keramiker stellen nun je nach Ausbildungsbetrieb Gebrauchskeramik, Baukeramik wie Ofenkacheln (teilweise auf der Scheibe gedreht) oder Fliesen und/oder Zierkeramik her. Ihre Aufgaben reichen von Planung und Entwurf über die Fertigung bis hin zum Verkauf der Produkte. Die Bezeichnung Keramiker wird für Personen mit künstlerischem Anspruch bevorzugt verwendet.

## Formtechniken
Bei der Wulsttechnik, heute vorrangig für große Vorratsgefäße über 15 Liter Fassungsvermögen angewandt, werden dickere oder dünne Stränge von Ton ringförmig oder in Spiralen übereinander geschichtet. Beim Formen von mittelgroßen und kleinen Gegenständen mit der Töpferscheibe wird ein in schnelle Drehung versetzter Tonklumpen mit den Händen oder mit Schablonen zu einem rotationssymmetrischen Gefäß ausgezogen. Nach dem Formen werden die vorgetrockneten Werkstücke gebrannt und dadurch gehärtet. Dazu sind Temperaturen von 450 °C bis über 1280 °C erforderlich. Bei Temperaturen unterhalb von 1000 °C bleibt die Töpferware wasserdurchlässig (Terrakotta), darüber beginnt sie zu verglasen. Nur bestimmte Tone können so hoch gebrannt werden, dass sie verglasen; dies sind besonders Klinkerton, Steinzeugton und Kaolin. Um auch poröse Tongefäße wasserundurchlässig zu machen und auch aus ästhetischen Gründen werden niedriggebrannte Tongefäße häufig mit einer Glasur überzogen.

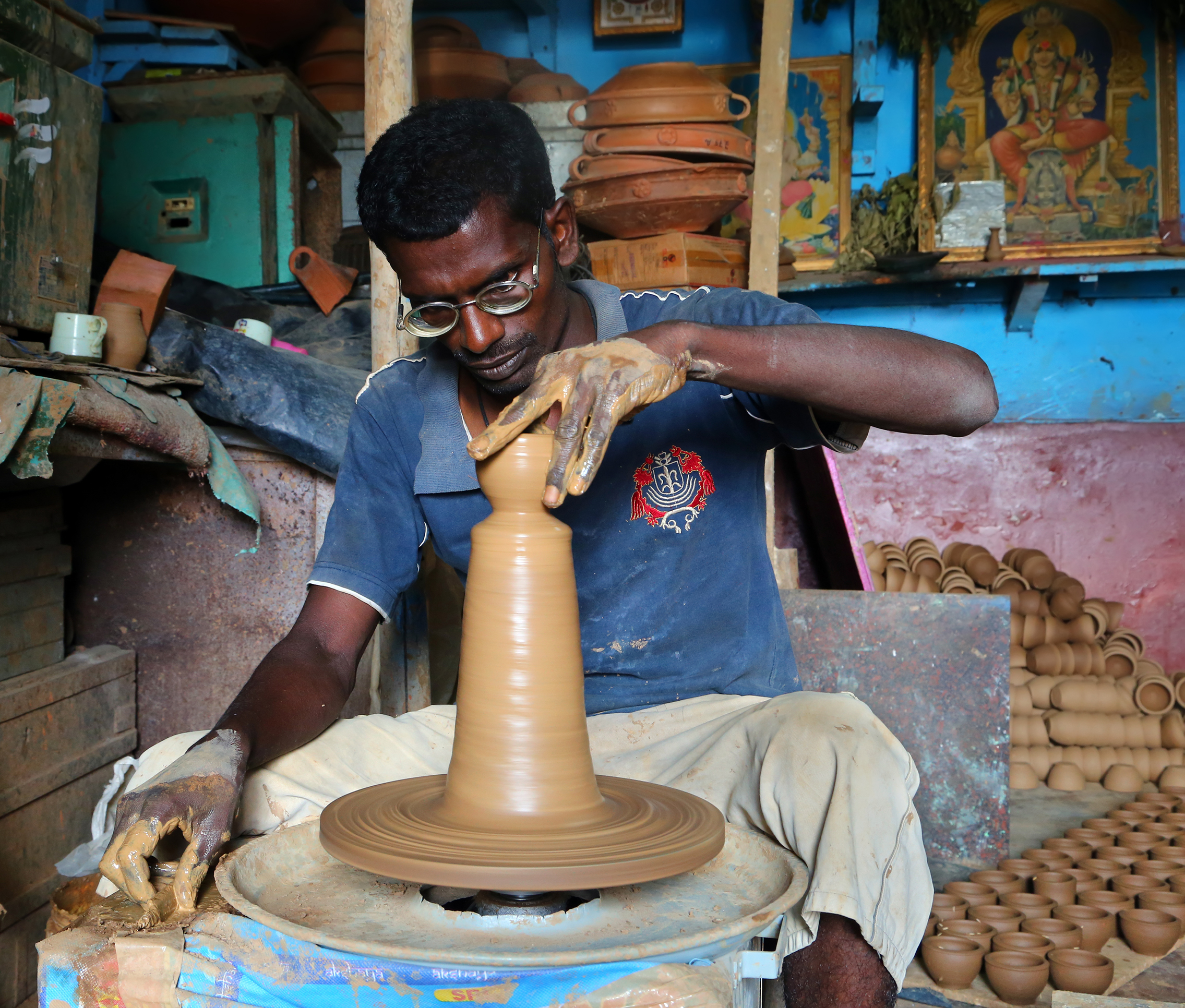
Töpfer an der Töpferscheibe

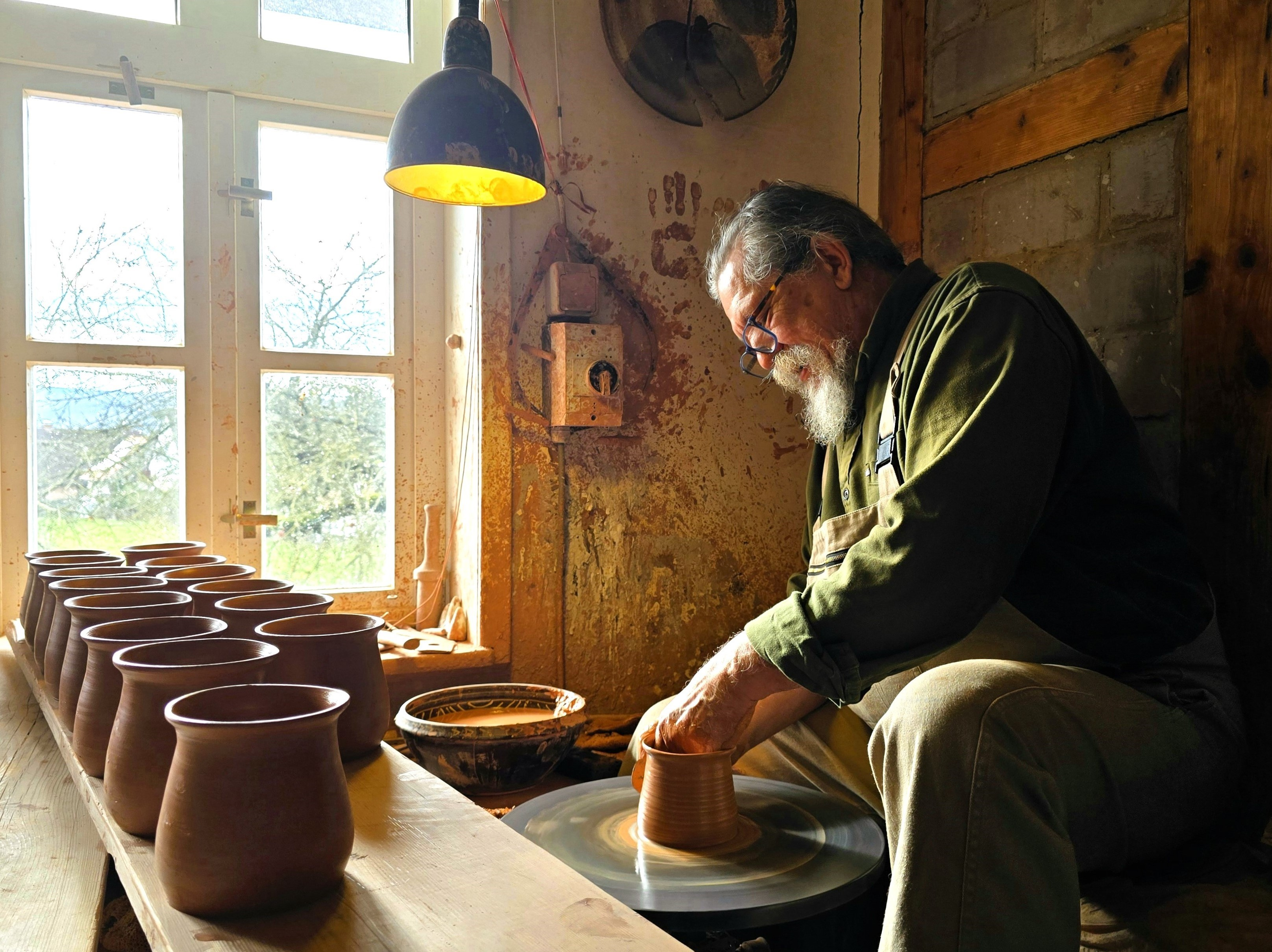
Traditionelles Töpferhandwerk im Töpferdorf Fredelsloh

Bei dem moderneren Scheibentöpfern wird der Ton auf einer Töpferscheibe oder Ränderscheibe geformt. Töpferscheiben werden mechanisch oder elektrisch betrieben, Ränderscheiben manuell. Das Scheibentöpfern besteht aus drei grundlegenden Arbeitsschritten:
1. Das Vorbereiten und Formen des Tons auf der Töpferscheibe: Der Ton wird geknetet und auf die Töpferscheibe gelegt. Der Töpfer formt den Ton mit seinen Händen, Wasser dient dabei als Gleitmittel. Für den Feinschliff werden sogenannte Drehschienen verwendet. Danach folgt ein 2–3-tägiges Trocknen.
2. Das Abdrehen: Der Ton wird erneut auf die Töpferscheibe gelegt und mit sogenannten Abdrehschlingen bearbeitet. Man kann so z. B. den Boden markanter und die Wände dünner machen. Auf das Abdrehen folgt erneutes Trocknen, diesmal etwa 5–6 Tage lang.
3. Das Glasieren: Die Töpferware wird mit einer Glasur überzogen, 10–12 Stunden getrocknet und danach im Glattbrand 11 Stunden bei ca. 1280 °C gebrannt.

Bei der Gießkeramik wird der Ton in eine Form gegossen, die dann an der Luft getrocknet wird. So kann man massenhaft exakt gleiche Produkte herstellen. Die Formen sind zweiteilig und bestehen meistens aus Gips.
Bei allen Techniken ist zu beachten, dass der feuchte Ton beim Trocknen und Brennen schwindet.
Ton für traditionelle Töpfertechniken beispielsweise schwindet um rund 5,5 % von der Rohmasse bis zum fertigen Produkt.

## Verbreitung
Heute werden Tongefäße, vor allem Gebrauchsgeschirre, vorwiegend industriell hergestellt. Die handwerkliche Töpferei dient in den westlichen Kulturen häufiger zu künstlerischen Zwecken, zur Traditionspflege oder als Hobby. In den Töpfergebieten z. B. des Westerwaldes (Kannenbäckerland), der Oberlausitz, des Elsass usw. findet man jedoch noch viele Töpfereien, in denen das Handwerk traditionell ausgeübt und gepflegt wird.
Bei indigenen Völkern hingegen dient der Verkauf von Töpferwaren und anderem Kunsthandwerk als wichtige Einnahmequelle.

## Geschichte

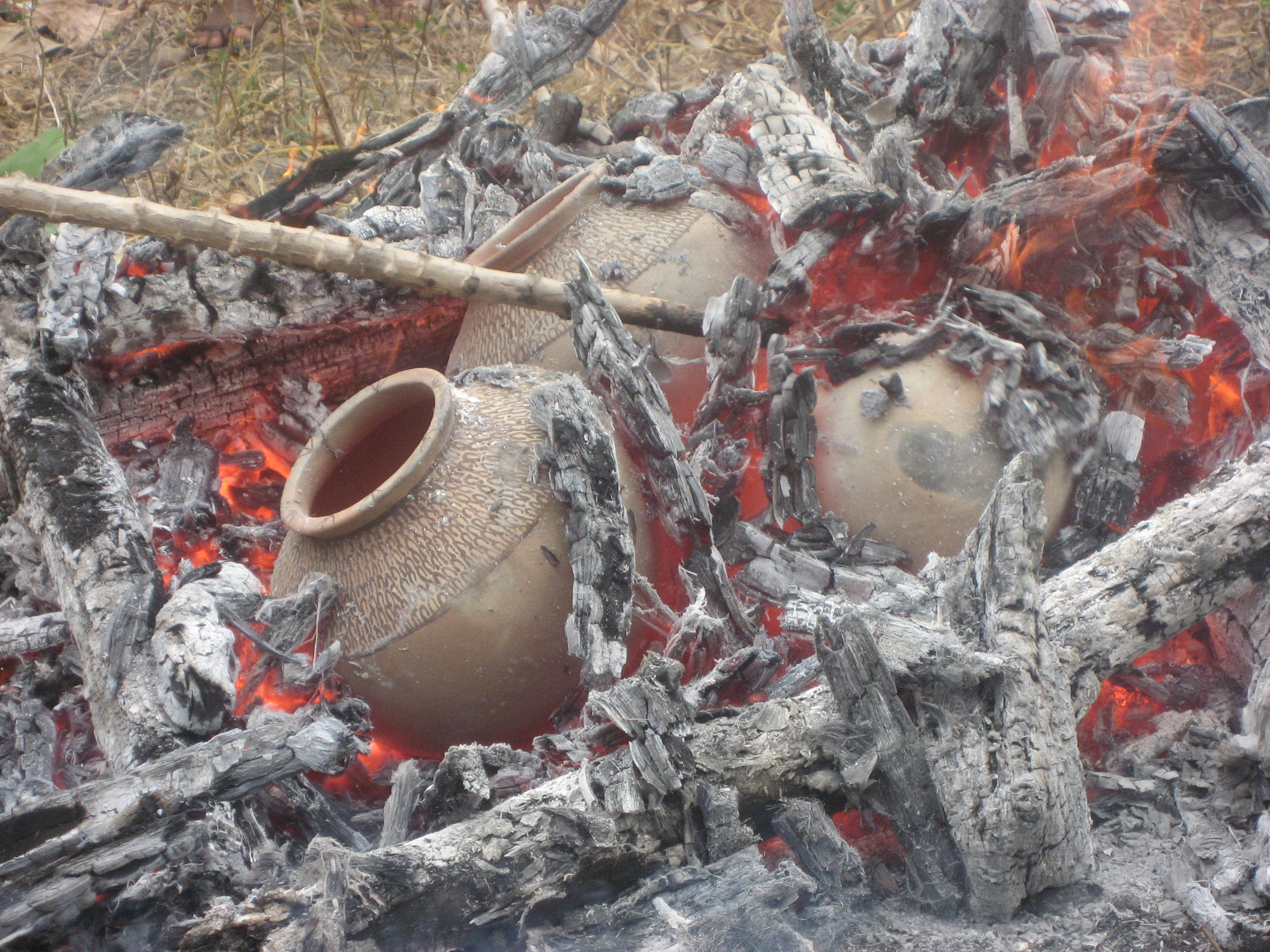
Brennen von Tonkrügen in Osttimor auf die herkömmliche Weise

Die frühesten europäischen Keramikfunde – gebrannte Tonfiguren – stammen aus dem Jungpaläolithikum. Sie wurden nach gängiger Vorstellung als Zufallsprodukt beim Lagerfeuer auf Lehm- oder Tonboden beobachtet. Die ersten Keramikfiguren sind über 24.000 Jahre alt.
Die ältesten bekannten Keramikgefäße stammen aus der Höhle Xianrendong in der Volksrepublik China; sie entstanden ungefähr 20.000 bis 19.000 (cal BP). Der älteste Nachweis für eine spezielle Nutzung von Keramikgefäßen wurde in die beginnende Jōmon-Zeit in Japan datiert, und zwar anhand von Gefäßen, die 15.000 bis 11.800 Jahre (cal BP) alt sind und den damaligen Jägern und Sammlern zum Kochen von Meeres- und Süßwassertieren dienten.
Seit dem 6. Jahrtausend v. Chr. wurde in Vorderasien die langsamdrehende Töpferscheibe verwendet. Bemalte Keramik ist in Mesopotamien seit der neolithischen Hassuna-Periode bekannt. Flächig polychrom bemalte Keramik (Buntkeramik) kennzeichnet die äneolithische Halaf-Periode. Durch die Erfindung der schnelldrehenden Töpferscheibe um 4000 v. Chr. in Mesopotamien begann die Produktion von Massenware.

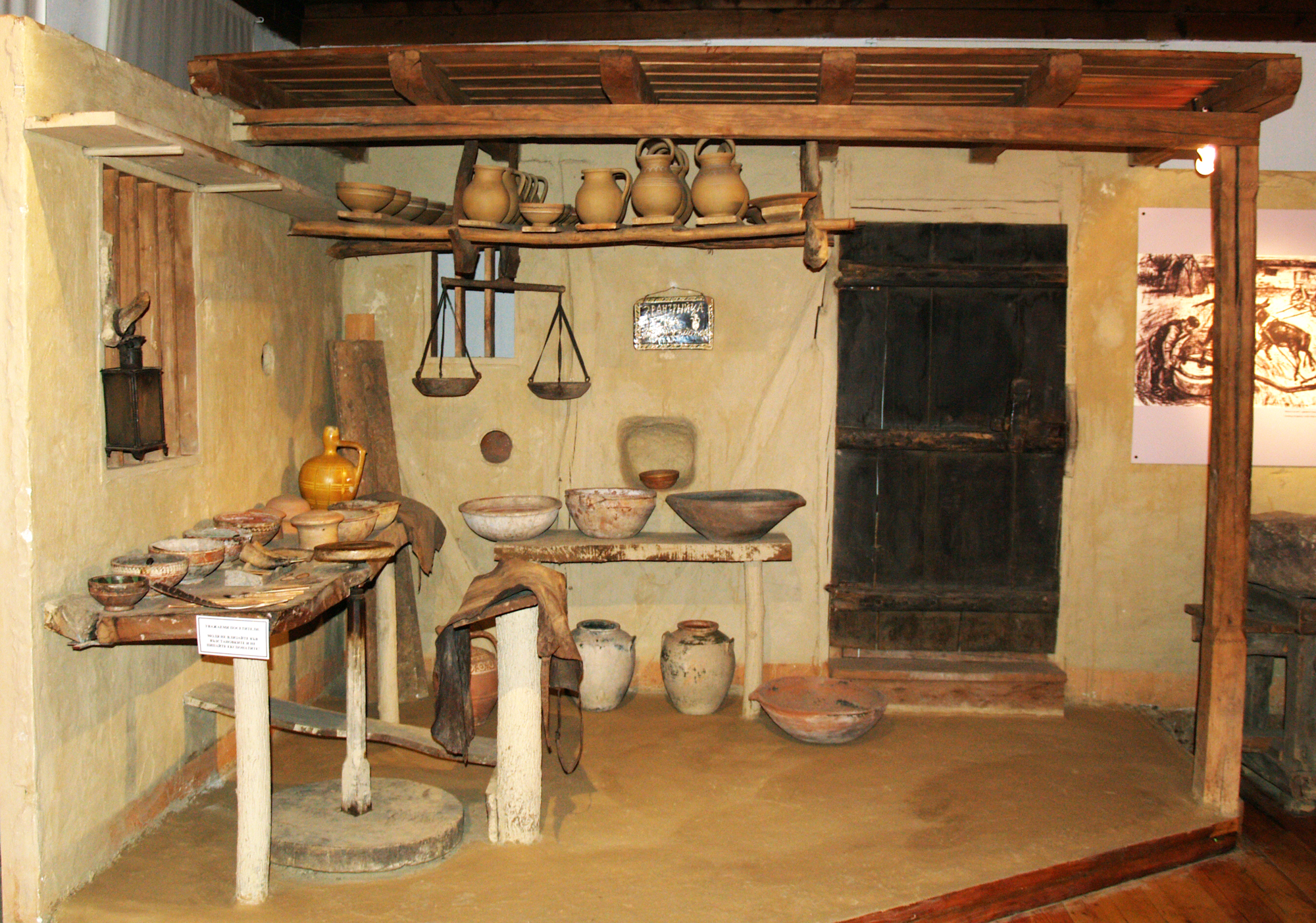
Rekonstruktion einer Töpferwerkstatt, Museum für traditionelle Handwerke und angewandte Kunst, Trojan, Bulgarien

Glasierte Keramik ist seit dem 3. Jahrtausend v. Chr. aus Mesopotamien und Ägypten bekannt. Die frühesten Keramiken in Afrika sind die 12 000 Jahre alten Funde aus Ounjougou in Mali in Afrika. In Amerika ist Keramik um 3900 v. Chr. belegt, in Ozeanien um 1600 v. Chr. (Lapita-Kultur).
Einige Kulturen der Urgeschichte sind nach ihren keramischen Erzeugnissen benannt, beispielsweise die Bandkeramische Kultur oder die Glockenbecherkultur.
Im Mittelalter gehörte die Töpferei zu den „unehrlichen“ Berufen. Töpfereizentren gab es etwa im Rheinland, dort wurden unterschiedliche Formen Rheinischer Keramik hergestellt.

## Industrielle Fertigung
In der Gegenwart wird Steingut überwiegend industriell produziert. Die handwerkliche Töpferei wird als Kunsthandwerk betrieben. Nicht nur Gebrauchskeramik, auch Keramikskulpturen, Reliefs und Keramikschmuck werden in den unterschiedlichen Techniken wie Majolika, Fein-Steinzeug, Raku-Keramik und Rauchbrandkeramik angeboten. Auch hat sich die moderne Keramikherstellung mit hochwertigen Keramikarbeiten in der bildenden Kunst einen Namen gemacht.

## Schutzheilige
Als Schutzpatrone der Töpfer gelten die Heiligen Radegundis, Simon Petrus sowie Goar.